# Ясна Поляна (Желєзногорський район)
Ясна Поляна (рос. Ясная Поляна) — хутір в Желєзногорському районі Курської області Російської Федерації.
Населення становить 51 особу. Входить до складу муніципального утворення Басівська сільрада.

## Історія
Населений пункт розташований на території українського етнічного та культурного краю Східна Слобожанщина.
Від 2004 року входить до складу муніципального утворення Басівська сільрада.

## Населення
| 1979 | 2002 | 2010 |
| ---- | ---- | ---- |
| 85   | ↘54  | ↘51  |